# WeatherTech SportsCar Championship
Le WeatherTech SportsCar Championship (en français : Championnat WeatherTech des voitures de sport) est un championnat automobile américain d'endurance organisé par l'International Motor Sports Association (IMSA). Il est le résultat de l'unification des championnats American Le Mans Series et Rolex Sports Car Series et a débuté en 2014. 
Le nom initial de la série, l'United SportsCar Championship, a été annoncé le 14 mars 2013. Rolex SA, pour leur marque Tudor, annoncera plus tard la signature d'un contrat de sponsoring afin de devenir le partenaire titre du championnat, le Tudor United SportsCar Championship. Ce partenariat restera en place pour les deux premières saisons de la série. En août 2015, un nouveau contrat sera signé avec WeatherTech qui remplacera Tudor comme partenaire titre du championnat à partir de 2016.
La saison commence avec les 24 Heures de Daytona, durant la dernière fin de semaine de janvier, et se termine avec le Petit Le Mans début octobre.

## Historique
Le 5 septembre 2012, les séries American Le Mans Series et Grand-Am Road Racing annoncent officiellement le rapprochement historique des deux grands championnats d'endurance américains pour la création d'un championnat unique en 2014. International Motor Sports Association qui gère le championnat ALMS est racheté par Grand-Am et rentre ainsi dans le giron de la NASCAR Holdings LLC.
C'est le 14 mars 2013 que le nouveau nom est annoncé par le Grand-Am : United SportsCar Racing. Le nom définitif est connu avec l'arrivée comme sponsor de l'horloger Tudor en septembre 2013 : Tudor United SportsCar Championship.
En août 2015, WeatherTech remplace Tudor comme partenaire du championnat à partir de 2016.
Par ailleurs, une mini série North American Endurance Championship (ou NAEC) initiée en 2012, existe. À partir de 2014, elle concerne les quatre principales courses du championnat : 24 Heures de Daytona, 12 Heures de Sebring, 6 Heures de Watkins Glen et Petit Le Mans, et a pour principal commanditaire Tequila Patron jusqu'en fin 2018. À partir de 2019, cette série prend le nom de IMSA Michelin Endurance Cup.

## Catégories
Cinq catégories issues des deux championnats antérieurs étaient prévues au départ. La catégorie GX sera finalement intégrée à la catégorie GTD pour assurer plus de lisibilité au championnat.
Les quatre catégories actuelles sont les suivantes :

Logotype de la catégorie GTP.

| Catégories actuelles                 | Commentaires |
| ------------------------------------ | --- |
| Grand Touring Prototype (GTP)        | Voitures correspondant aux réglementations LMH ou LMDh, traduisant l'objectif de convergence souhaité par l'Automobile Club de l'Ouest et l'International Motor Sports Association. |
| Le Mans Prototype 2 (LMP2)           | Voitures correspondant à la catégorie LMP2 de l'Automobile Club de l'Ouest. |
| Grand Tourisme Daytona Pro (GTD Pro) | Voitures correspondant à la catégorie GT3 du Stéphane Ratel Organisation (équipages professionnels).                                                                                |
| Grand Tourisme Daytona (GTD)         | Voitures correspondant à la catégorie GT3 du Stéphane Ratel Organisation (équipages amateurs).                                                                                      |

## Circuits
| Circuit des Amériques                                     |                    |                    |                    |                    |                    |                                                |                                                |                                                |                                                |                                                |                                                |                                                | 4                                              |                                                |                                                |                                                |
| Canadian Tire Motorsport Park                             |                    |                    |                    |                    |                    |                                                | [1]                                            | [1]                                            |                                                |                                                |                                                |                                                | 10                                             |                                                |                                                |                                                |
| Charlotte Motor Speedway                                  |                    |                    |                    |                    |                    |                                                |                                                |                                                |                                                |                                                |                                                |                                                | 1                                              |                                                |                                                |                                                |
| Daytona International Speedway                            |                    |                    |                    |                    |                    |                                                |                                                |                                                |                                                |                                                |                                                |                                                | 13                                             |                                                |                                                |                                                |
| Detroit Belle Isle Street Circuit                         |                    |                    |                    |                    |                    |                                                | [1]                                            |                                                |                                                |                                                |                                                |                                                | 8                                              |                                                |                                                |                                                |
| Detroit Street Circuit                                    |                    |                    |                    |                    |                    |                                                |                                                |                                                |                                                |                                                |                                                |                                                | 2                                              |                                                |                                                |                                                |
| Indianapolis Motor Speedway                               |                    |                    |                    |                    |                    |                                                |                                                |                                                |                                                |                                                |                                                |                                                | 4                                              |                                                |                                                |                                                |
| Kansas Speedway                                           |                    |                    |                    |                    |                    |                                                |                                                |                                                |                                                |                                                |                                                |                                                | 1                                              |                                                |                                                |                                                |
| Circuit de Laguna Seca                                    |                    |                    |                    |                    |                    |                                                |                                                |                                                |                                                |                                                |                                                |                                                | 12                                             |                                                |                                                |                                                |
| Lime Rock Park                                            |                    |                    |                    |                    |                    |                                                | [1]                                            |                                                |                                                |                                                |                                                |                                                | 8                                              |                                                |                                                |                                                |
| Long Beach Street Circuit                                 |                    |                    |                    |                    |                    |                                                | [1]                                            |                                                |                                                |                                                |                                                |                                                | 11                                             |                                                |                                                |                                                |
| Mid-Ohio Sports Car Course                                |                    |                    |                    |                    |                    |                                                |                                                |                                                |                                                |                                                |                                                |                                                | 5                                              |                                                |                                                |                                                |
| Road America                                              |                    |                    |                    |                    |                    |                                                |                                                |                                                |                                                |                                                |                                                |                                                | 12                                             |                                                |                                                |                                                |
| Road Atlanta                                              |                    |                    |                    |                    |                    |                                                |                                                |                                                |                                                |                                                |                                                |                                                | 13                                             |                                                |                                                |                                                |
| Sebring International Raceway                             |                    |                    |                    |                    |                    |                                                |                                                |                                                |                                                |                                                |                                                |                                                | 13                                             |                                                |                                                |                                                |
| Virginia International Raceway                            |                    |                    |                    |                    |                    |                                                |                                                |                                                |                                                |                                                |                                                |                                                | 12                                             |                                                |                                                |                                                |
| Watkins Glen International                                |                    |                    |                    |                    |                    |                                                | [1]                                            |                                                |                                                |                                                |                                                |                                                | 11                                             |                                                |                                                |                                                |
| Légende :                                                 | Épreuves disputées | Épreuves disputées | Épreuves disputées | Épreuves disputées | Épreuves disputées | Épreuves disputées deux fois lors de la saison | Épreuves disputées deux fois lors de la saison | Épreuves disputées deux fois lors de la saison | Épreuves disputées deux fois lors de la saison | Épreuves disputées deux fois lors de la saison | Épreuves disputées deux fois lors de la saison | Épreuves disputées deux fois lors de la saison | Épreuves disputées deux fois lors de la saison | Épreuves disputées deux fois lors de la saison | Épreuves disputées deux fois lors de la saison | Épreuves disputées deux fois lors de la saison |
| 1 Épreuves annulées en rapport à la pandémie de Covid-19. |                    |                    |                    |                    |                    |                                                |                                                |                                                |                                                |                                                |                                                |                                                |                                                |                                                |                                                |                                                |

## Résultats

### Pilotes
| Saison | Prototype                         | Prototype Challenge             | GT Le Mans                    | GT Daytona                          |
| ------ | --------------------------------- | ------------------------------- | ----------------------------- | ----------------------------------- |
| 2014   | João Barbosa Christian Fittipaldi | Jonathan Bennett Colin Braun    | Kuno Wittmer                  | Dane Cameron                        |
| 2015   | João Barbosa Christian Fittipaldi | Jonathan Bennett Colin Braun    | Patrick Pilet                 | Townsend Bell Bill Sweedler (de)    |
| 2016   | Dane Cameron Eric Curran          | Alex Popow Renger Van der Zande | Oliver Gavin Tommy Milner     | Alessandro Balzan Christina Nielsen |
| 2017   | Jordan Taylor Ricky Taylor        | James French Patricio O'Ward    | Antonio García Jan Magnussen  | Alessandro Balzan Christina Nielsen |
| 2018   | Eric Curran Felipe Nasr           | Catégorie non-disputée          | Antonio García Jan Magnussen  | Bryan Sellers Madison Snow          |
| Saison | Daytona Prototype International   | LMP2                            | GTLM                          | GTD                                 |
| 2019   | Dane Cameron Juan Pablo Montoya   | Matt McMurry                    | Earl Bamber Laurens Vanthoor  | Mario Farnbacher Trent Hindman      |
| 2020   | Ricky Taylor Hélio Castroneves    | Patrick Kelly                   | Antonio García Jordan Taylor  | Mario Farnbacher Matt McMurry       |
| 2021   | Pipo Derani Felipe Nasr           | Mikkel Jensen Ben Keating       | Antonio García Jordan Taylor  | Zacharie Robichon Laurens Vanthoor  |
| 2022   | Tom Blomqvist Oliver Jarvis       | John Farano                     | Matt Campbell Mathieu Jaminet | Roman De Angelis                    |
| Saison | Grand Touring Prototype           | LMP2                            | GTD Pro                       | GTD                                 |
| 2023   | Pipo Derani Alexander Sims        | Paul-Loup Chatin Ben Keating    | Ben Barnicoat Jack Hawksworth | Bryan Sellers Madison Snow          |
| 2024   | Dane Cameron Felipe Nasr          | Nick Boulle Tom Dillmann        | Laurin Heinrich (en)          | Philip Ellis (en) Russell Ward (en) |

### Constructeurs
| Saison | Prototype               | GT Le Mans | GT Daytona   |
| ------ | ----------------------- | ---------- | ------------ |
| 2014   | Chevrolet               | Porsche    | Porsche      |
| 2015   | Chevrolet               | Porsche    | Ferrari      |
| 2016   | Chevrolet               | Chevrolet  | Audi         |
| 2017   | Cadillac                | Chevrolet  | Ferrari      |
| 2018   | Cadillac                | Ford       | Lamborghini  |
| 2019   | Acura                   | Porsche    | Lamborghini  |
| 2020   | Acura                   | Chevrolet  | Acura        |
| 2021   | Cadillac                | Chevrolet  | Porsche      |
| 2022   | Acura                   | Porsche    | BMW          |
| Saison | Grand Touring Prototype | GTD Pro    | GTD          |
| 2023   | Cadillac                | Lexus      | BMW          |
| 2024   | Porsche                 | Porsche    | Mercedes-AMG |

### Écuries
| Saison | Prototype                       | Prototype Challenge             | GTLM                  | GTD                                    |
| ------ | ------------------------------- | ------------------------------- | --------------------- | -------------------------------------- |
| 2014   | Action Express Racing           | CORE Autosport                  | SRT Motorsports       | Turner Motorsport                      |
| 2015   | Action Express Racing           | CORE Autosport                  | Porsche North America | Scuderia Corsa                         |
| 2016   | Action Express Racing           | Starworks Motorsport            | Corvette Racing       | Scuderia Corsa                         |
| 2017   | Wayne Taylor Racing             | Performance Tech Motorsports    | Corvette Racing       | Scuderia Corsa                         |
| 2018   | Action Express Racing           | Catégorie non-disputée          | Corvette Racing       | Paul Miller Racing                     |
| Saison | Daytona Prototype International | LMP2                            | GTLM                  | GTD                                    |
| 2019   | Acura Team Penske               | PR1/Mathiasen Motorsports       | Porsche GT Team       | Meyer-Shank Racing with Curb-Agajanian |
| 2020   | Acura Team Penske               | PR1/Mathiasen Motorsports       | Corvette Racing       | Meyer-Shank Racing with Curb-Agajanian |
| 2021   | Whelen Engineering Racing       | PR1/Mathiasen Motorsports       | Corvette Racing       | Pfaff Motorsports                      |
| 2022   | Meyer Shank Racing              | Tower Motorsport                | Pfaff Motorsports     | The Heart of Racing                    |
| Saison | Grand Touring Prototype         | LMP2                            | GTD Pro               | GTD                                    |
| 2023   | Whelen Engineering Racing       | PR1/Mathiasen Motorsports       | Vasser Sullivan       | Paul Miller Racing                     |
| 2024   | Porsche Penske Motorsports      | Inter Europol par PR1 Mathiasen | AO Racing             | Winward Racing                         |